# Gabonská pokroková strana
Gabonská pokroková strana (francouzsky Parti gabonais du progrès, PGP) je politická strana v Gabonu založená roku 1990.

## Historie
Gabonská pokroková strana je levicová strana založená v březnu 1990. Založena byla na počátku vlny demokratizace, která prošla Afrikou na počátku 90. let 20. století. Na jejím počátku byli jejími hlavními vůdci Pierre-Louis Agondjo Okawé, který zastával pozici předsedy strany, místopředseda strany Marc Saturnin Nan Nguema a generální tajemník Joseph Rendjambe. Rendjambe zemřel za nevyjasněných okolností v květnu 1990. Po jeho smrti následovali násilné nepokoje příznivců opozice v Libreville a v Port-Gentilu. V parlamentních volbách v roce 1990 PGP získala 18 mandátů a stala se tak třetí nejsilnější stranou.
V prezidentských volbách v roce 1993 byl za PGP do voleb nominován Agondjo Okawé. Podle oficiálních výsledků získal 4,78 % hlasů a skončil třetí. Vítězný kandidát a úřadující prezident Omar Bongo z Gabonské demokratické strany (PDG) získal více hlasů i v baště PGP v Port-Gentilu a o průběhu voleb se skepticky vyjádřili i pozorovatelé. Strana proto volby označila za zmanipulované. Na konci rozhovorů mezi vládou a opozicí na konci roku 1994 Agondjo Okawé odmítl vstoupit do vlády. Během parlamentních voleb v roce 1996 získala PGP deset křesel v Národním shromáždění. Přestože v parlamentu ztratila osm křesel v porovnání s předchozími volbami, stala se druhou nejsilnější stranou v zemi. V prezidentských volbách v roce 1998 PGP podpořila Pierra Mamboundoua. Ten podle oficiálních výsledků obsadil druhé místo za vítězem voleb Omarem Bongem.
V parlamentních volbách v roce 2001 získala PGP v Národním shromáždění tři křesla. V březnu 2005 Agondjo Okawé oznámil, že v nadcházejících prezidentských volbách nebude kandidovat. Jeho rozhodnutí bylo přičítáno jeho pokročilému věku a zhoršujícímu se zdraví. V srpnu téhož roku Agondjo Okawé zemřel. Novým předsedou PGP se stal Seraphim Ndaot Rembogo. Následovaly vnitrostranické neshody ohledně prezidentských voleb, ale strana nakonec nikoho nenominovala. V parlamentních volbách v roce 2006 získala strana dva mandáty. PGP nenominovala kandidáta ani do prezidentských voleb v roce 2009. Parlamentní volby v roce 2011 bojkotovala, a tak ztratila zbývající křesla v Národním shromáždění.